# Jürgen Exner
Jürgen Exner ist ein ehemaliger deutscher Radrennfahrer, der in den 1960er Jahren in der DDR im Straßenradsport aktiv war. 

## Sportliche Laufbahn
Exner wurde 1965 überregional bekannt, als er sich für die 2. Mannschaft des ASK Vorwärts Leipzig an der DDR-Rundfahrt beteiligte. In der Wertung „Bester Nachwuchsfahrer“ belegte er im Schlussklassement den dritten Platz, in der Gesamtwertung wurde er 21. Die Radsportsaison 1966 wurde für Exner zum erfolgreichsten Jahr seiner sportlichen Laufbahn. Im Juni gewann er überraschend das Rundstreckenrennen „Rund um den Scharmützelsee“ vor dem Dritten der 1966er Internationalen Friedensfahrt Axel Peschel. Sein dritter Platz beim „Großen Preis  des Deutschen Sportechos“ im August in Sebnitz brachte ihm die Nominierung für die Straßenrad-Weltmeisterschaft ein. Dort belegte er als bester DDR-Fahrer den neunten Platz. 1967 machte Exner einen Ausflug in den Querfeldeinsport. Bei der Querfeldeinmeisterschaft des Bezirkes Leipzig wurde er Vizemeister, bei einem Querfeldeinrennen in Torgau kam er auf den dritten Platz. Nachdem er 1968 nicht in den Ergebnislisten der überregionalen Rennen aufgetaucht war, meldete sich Exner noch einmal in der Rennsaison 1969 zurück. Er siegte beim Rundrennen „Rund um die Wartburg“, belegte beim „Großen Sachsenpreis“ in Karl-Marx-Stadt Platz sieben und wurde bei den DDR-Meisterschaften Sechster. 